# Nurgal (distrikt)
Nurgal, eller Nurgul, är ett distrikt i Afghanistan. Det ligger i provinsen Kunar, i den östra delen av landet, 140 km öster om huvudstaden Kabul. Administrativ huvudort är Nurgal.
Distriktet beräknades år 2022 ha cirka 37 000 invånare.